# Batos IV el bell
Batos IV (en llatí Battus, en grec antic Βάττος), anomenat ο Καλός ("El bell", o potser "El just") per Heràclides Pòntic fou rei de Cirene potser l'any 512 aC o el 510 aC després d'uns cinc anys de república. Era probablement fill d'Arcesilau III i podria haver estat col·locat al tron pels perses quan aquests van conquerir la ciutat de Barca. Se suposa que podria haver regnat fins al 465 aC, però els fets d'aquest període no són coneguts.
Segurament va morir cap a l'any 465 aC i el va succeir el que probablement era el seu fill Arcesilau IV.